# Bent Fabricius-Bjerre
Bent Fabricius-Bjerre (* 7. Dezember 1924 in Frederiksberg; † 28. Juli 2020), international besser bekannt als Bent Fabric, war ein dänischer Pianist und Komponist.

## Leben
Schon in jungen Jahren betätigte sich Bent Fabricius-Bjerre als Jazzmusiker und machte mit seiner Band zahlreiche Plattenaufnahmen bei der schwedischen Metronome Records, die zu den ersten Jazzplatten in Skandinavien gehörten. Nach dem Zweiten Weltkrieg studierte er am Königlich Dänischen Musikkonservatorium drei Jahre unter anderem Klavier. Danach gründete er einen Musikzeitschriftenverlag und spielte weiterhin in verschiedenen Jazz- und Dancebands. Darüber hinaus war er als professioneller Komponist tätig, wobei er vom Jazz immer mehr zur Popmusik wechselte. Er komponierte über die Jahre die Musik für zahlreiche dänische Filme. 1950 übernahm er das Plattenlabel Metronome und war bis zu seinem Tod auch als Musikproduzent tätig.
Bald bekam er im dänischen Fernsehen seine eigene Show Omkring et flygel (Rund um das Klavier), zu der er sich musikalische Gäste einlud und selbst spielte. Eine Besonderheit war die von ihm selbst (unter dem Pseudonym Frank Björn) komponierte Erkennungsmelodie der Sendung, die er zum Abschluss zusammen mit seinem Gast darbot.

Deutsche Single von Alley Cat, 1962

Diese Melodie wurde dann auch 1962 bei ihrer internationalen Veröffentlichung unter dem Titel Alley Cat zu einem Welthit. Allein in den USA war das Klavier-Instrumental ein Millionenseller und erreichte Platz 7 der Pop-Charts. Zudem wurde Bent Fabric, wie er sich international nannte, dafür mit einem Grammy ausgezeichnet. Das Lied ist heute noch einer der weltweit am meisten gespielten dänischen Songs. Von dem Lied gab es einige ebenfalls erfolgreiche gesungene Versionen, unter anderem von Bobby Rydell, Peggy Lee (jew. englisch) und von Siw Malmkvist (Schwarzer Kater Stanislaus).
Die Nachfolgesingle Chicken Feed kam ebenfalls in die US-Charts und das Album Alley Cat erreichte die Top 20.
Fabricius-Bjerre war auch Musiker für das dänische Königshaus und spielte bei offiziellen Anlässen, unter anderem bei der Hochzeit von Königin Margrethe 1967.
International bekannt ist des Weiteren seine Titelmelodie eines der erfolgreichsten dänischen Filmexporte, der Olsenbande (siehe: Olsen-banden (Musikstück)). In späten Jahren hatte er einen großen Hit in seinem Heimatland mit dem Titel Jukebox (2003), der über die Coca-Cola-Werbung auch nach Deutschland kam, und der Nachfolgesingle Shake. Beides waren Top-10-Hits der dänischen Verkaufshitparaden und kamen in den Airplay-Charts sogar auf Platz 5 bzw. 2. Ein weiteres bekanntes Stück des Albums, welches allerdings keine Single wurde, war der Titel Everytime, ein Cover der deutschen Gruppe The Flames.
Zuletzt war er im Vorstand mehrerer Firmen und Theater in Dänemark. So unter anderem von Multitone A/S, Børnefonden, Betty Nansen Teatret, Bellevue Teatret, Metalvarefabrikken Baltic A/S, Scandinavien Medical Supply A/S und Zimmer of Scandinavia A/S.
Im Herbst 2019 wurde bei Fabricius-Bjerre Leukämie diagnostiziert, an der er am 28. Juli 2020 verstarb.
Seine Schwiegertochter war die Dressurreiterin Mikaela Fabricius-Bjerre.

## Auszeichnungen
- Grammy Awards 1963: Grammy für Alley Cat (Beste Rock-and-Roll-Aufnahme)
- Gentofte Kommune Kulturpreis 2000
- Danish Deejay Awards 2004: nominiert für Jukebox
- Steppeulven (Dänischer Kritik Preis) 2004: Musiker des Jahres für Jukebox und Shake
- Erik-Balling-Reisestipendium 2006: für sein Verdienst um den dänischen Film
- Bodilverleihung 2013: Ehren-Bodil
- Im Jahr 2018 wurde Bent Fabricius-Bjerre für seine lange und aktive Karriere mit der Benennung einer neuen Käferart geehrt.[6]

## Filmmusiken
- 1958: Einesteils der Liebe wegen Teil 1 (Poeten og Lillemor)
- 1959: Helle for Helene
- 1960: Verliebt in Kopenhagen (Forelsket i København)
- 1960: Einesteils der Liebe wegen Teil 2 (Poeten og Lillemor og Lotte)
- 1961: Cirkus Buster
- 1961: Flemming på kostskole
- 1962: Svinedrengen og Prinsessen på ærten
- 1963: Støvsugerbanden
- 1963: Einesteils der Liebe wegen Teil 3 (Poeten og Lillemor i forårshumør)
- 1963: Drei Mädchen in Paris (Tre piger i Paris)
- 1963: Immer, wenn sie baden ging (Hvis lille pige er du?)
- 1964: 2 × 2 im Himmelbett (Halløj i himmelsengen)
- 1964: Tod bei Tisch (Døden kommer til Middag)
- 1965: Pack den Playboy in den Schrank (Pigen og millionæren)
- 1965: Kaliber 7,65 – Diebesgrüße aus Kopenhagen (Slå først, Frede!)
- 1966: Slap af, Frede!
- 1967: Jeg er sgu min egen!
- 1967: Martha
- 1968: Det var en lørdag aften
- 1968–1998: Filmreihe-Olsenbande
- 1969: Geld zum zweiten Frühstück (Tænk på et tal)
- 1970: Rend mig i revolutionen
- 1970–1999: Filmreihe-Olsenbande (Norwegen)
- 1970–1977: Oh, diese Mieter (Huset på Christianshavn)
- 1971: Ballade på Christianshavn
- 1976: Familien Gyldenkål sprænger banken
- 1976: Hintertupfinger Grand Prix (Flåklypa Grand Prix)
- 1978–1981: Die Leute von Korsbaek (TV-Serie)
- 1984: Haus der Dunkelheit (Min farmors hus)
- 1986: Engel in Sachen Liebe (Når engle elsker)
- 1990: Peter von Scholten
- 1990: Laß die Eisbären tanzen (Lad isbjørnene danse)
- 1992: Ich bin’s, Jasper (Det skaldede spøgelse)
- 2000: Blinkende Lichter (Blinkende lygter)
- 1999–2000: Olsen-bandens første kup (TV-Serie)
- 2001: Olsenbande Junior (Olsen-Banden Junior)
- 2001–2010: Filmreihe-Olsenbande Junior (Norwegen)
- 2008: Make My Day (Kurzfilm)
- 2008: Grisen (Kurzfilm)
- 2009: Ole & Jarl (TV-Serie)
- 2010: Klovn: The Movie
- 2010: Die Olsenbande in feiner Gesellschaft (Olsen-banden på de bonede gulve, computeranimierter 3D-Film)
- 2012: Gledesarbeiderne (Dokumentarfilm)
- 2013: Die Olsenbande auf hoher See (Olsen Banden på dybt vand, computeranimierter Film)
- 2010: Good Luck (Kurzfilm)
- 2015: Albert und die Diamantendiebe (Albert)
- 2017: Mens vi lever
- 2019: Kollision

## Diskografie

### Alben
- 1962: Alley Cat (Atco Records)
- 1964: Organ Grinder’s Swing (USA, Atco Records)
- 1966: Never Tease Tigers (USA, Atco Records)
- 1967: Operation Lovebirds (USA, Atco Records)
- 1968: Relax with Bent Fabric (USA, Atco Records)
- 1997: The Very Best of Bent Fabric
- 2001: Mit Liv Melodi (EMI EUROPE)
- 2003: Fabric Live 11 - Bent
- 2004: Jukebox (Universal)
- 2005: Kan du kende melodien (Universal)

### Singles
- 1962: Alley Cat
- 1963: Chicken Feed
- 2003: Jukebox
- 2003: Shake
- 2006: Sweet Senorita